# Hồng Quảng
Hồng Quảng là một khu trực thuộc trung ương, tương đương cấp tỉnh, ở vùng Đông Bắc Việt Nam. 
Khu Hồng Quảng được thành lập tháng 2 năm 1955, gồm đặc khu Hồng Gai và tỉnh Quảng Yên (trừ các huyện Kinh Môn, Nam Sách, Chí Linh cắt về tỉnh Hải Dương, và huyện Sơn Động cắt về tỉnh Bắc Giang).
Khi mới thành lập, khu Hồng Quảng có 4 thị xã: Hồng Gai, Cẩm Phả, Cát Bà, Quảng Yên và 5 huyện: Cát Hải, Cẩm Phả, Đông Triều, Hoành Bồ, Yên Hưng. Thủ phủ là thị xã Hồng Gai (hay Hòn Gai, nay là thành phố Hạ Long).
Ngày 5 tháng 6 năm 1956, tách thị xã Cát Bà và huyện Cát Hải nhập vào thành phố Hải Phòng.
Ngày 28 tháng 10 năm 1961, thành lập thị xã Uông Bí.
Đầu năm 1963, khu Hồng Quảng có 4 thị xã: Hồng Gai, Cẩm Phả, Quảng Yên, Uông Bí và 4 huyện: Cẩm Phả, Đông Triều, Hoành Bồ, Yên Hưng. 
Theo Nghị quyết của Quốc hội khóa II, kỳ họp thứ 7 ngày 30 tháng 10 năm 1963, khu Hồng Quảng hợp nhất với tỉnh Hải Ninh thành tỉnh Quảng Ninh.